# Iclănzel
Iclănzel [iˈklənzel] (veraltet Iclandul Mic; ungarisch Kisikland oder Panit) ist eine Gemeinde im Kreis Mureș in der Region Siebenbürgen in Rumänien.
Der Ort ist auch unter den veralteten Bezeichnungen Iclănzăl und Iclănzelul bekannt.

## Geographische Lage

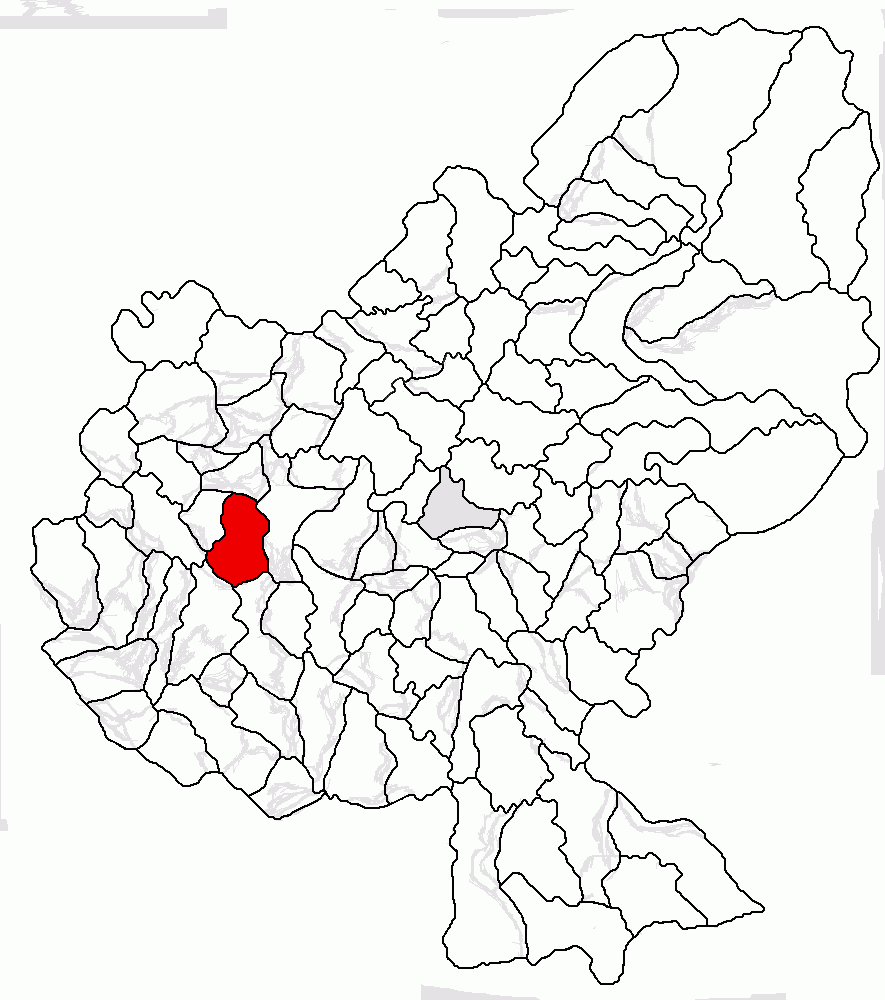
Lage der Gemeinde Iclănzel im Kreis Mureș

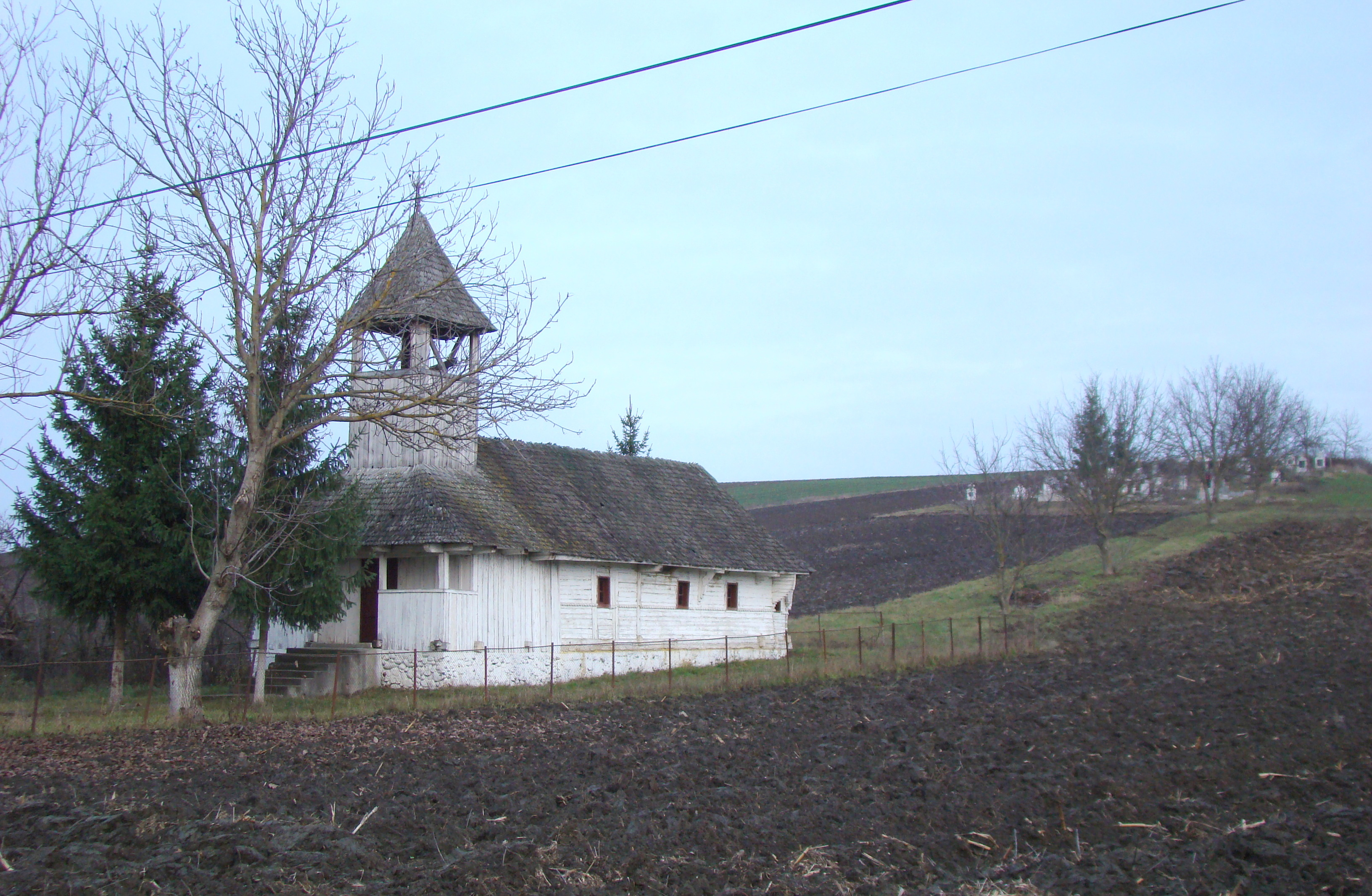
Holzkirche in Mădărășeni

Die Gemeinde Iclănzel liegt im Süden der Siebenbürgischen Heide (Câmpia Transilvaniei) – Teil des Siebenbürgischen Beckens. An der Mündung des Baches Icland in den Lechința – ein rechter Zufluss des Mureș (Mieresch) – und der Kreisstraße (drum județean) DJ 152A befindet sich der Ort Iclănzel 13 Kilometer nördlich von der Kleinstadt Iernut und 33 Kilometer westlich von der Kreishauptstadt Târgu Mureș (Neumarkt am Mieresch) (17 Kilometer Luftlinie).

## Geschichte
Der Ort Iclănzel wurde 1501 erstmals urkundlich erwähnt.
Auf dem Areal der eingemeindeten Dörfer Căpușu de Câmpie (Feldthor) wurden archäologische Funde in die Bronze- und Römerzeit datiert, die bei Iclandu Mare (ungarisch Nagyikland) wurden einem etwas früheren Zeitabschnitt zugeordnet und befinden sich im Déri-Museum in der ungarischen Stadt Debrecen.
Im Königreich Ungarn gehörte der Ort dem Stuhlbezirk Marosludas in der Gespanschaft Torda-Aranyos anschließend dem historischen Kreis Mureș und ab 1950 dem heutigen Kreis Mureș an.
2017 wurde vom Gemeinderat entschieden, dass die Gemeinde Iclănzel an das Trink- und Abwassernetz angeschlossen werden sollte.

## Bevölkerung
Die Bevölkerung der Gemeinde Iclănzel entwickelte sich wie folgt:
| 1850 | 2.330 | 2.086 | 111 | - | 133           |
| 1920 | 3.296 | 2.839 | 363 | 1 | 93            |
| 1956 | 4.832 | 4.604 | 189 | 1 | 38            |
| 2002 | 2.292 | 2.137 | 78  | 1 | 76            |
| 2011 | 2.126 | 1.995 | 50  | 2 | 79            |
| 2021 | 1.902 | 1.726 | 48  | 2 | 126 (42 Roma) |

Seit 1850 wurde auf dem Gebiet der heutigen Gemeinde die höchste Einwohnerzahl und die der Rumänen 1956 registriert. Die höchste Anzahl der Magyaren (529) wurde 1900, der Roma (122) 1850 und die der Rumäniendeutschen (11) wurde 1890 ermittelt.

## Sehenswürdigkeiten
- Im eingemeindeten Dorf Căpușu de Câmpie das Herrenhaus der ungarischen Adelsfamilie Sándor im 19. Jahrhundert errichtet, in dem heute ein Altersheim betrieben wird,[9] steht unter Denkmalschutz.[10]
- Die Holzkirche Sf. Arhangheli Mihail și Gavril im 18. Jahrhundert in Iclănzel errichtet, steht seit 1980 im Dorf Mădărășeni (ungarisch Hirtopa)[11] unter Denkmalschutz.[10]

## Persönlichkeiten
- Petru Maior (1754–1821), geboren in Căpușu de Câmpie,[12][13] war Theologe und Historiker.